# وسنویل
وسنویل (به فرانسوی: Vassonville) یک کامین در فرانسه است که در Canton of Tôtes واقع شده‌است.

## خصوصیات
وسنویل ۵٫۶۵ کیلومترمربع مساحت و ۴۱۰ نفر جمعیت دارد و ۱۱۰ متر بالاتر از سطح دریا واقع شده‌است.